# The Best Film You've Never Seen
The Best Film You've Never Seen: 35 Directors Champion the Forgotten or Critically Savaged Movies They Love (în traducere „'Cel mai bun film pe care nu l-ai văzut niciodată: 35 de regizori susțin filme uitate sau criticate sălbatic pe care le iubesc”) este o carte a jurnalistului și editorului Robert K. Elder⁠(d).

## Rezumat
Publicată în 2013, cartea conține interviuri cu 35 de regizori despre filme mai puțin cunoscute care i-au influențat. Acesta este o carte care însoțește⁠(d) lucrarea sa anterioară, The Film That Changed My Life (Filmul care mi-a schimbat viața).

## Interviuri
Printre regizori intervievați se numără:
- John Woo (Samuraiul)
- Danny Boyle (Eureka)
- John Dahl (Twin Peaks - Ultimele șapte zile ale Laurei Palmer)
- Guillermo del Toro (Misteriosul vrăjitor)[5]
- Rian Johnson (Sub vulcan)[6]
- Jay Duplass⁠(d) (Joe împotriva vulcanului)[7]
- Richard Linklater⁠(d) (Scriitorul, cartoforul și prostituata)
- John Waters⁠(d) (Boom!)[8]
- Kevin Smith (Un om pentru eternitate)
- Peter Bogdanovich (Probleme în paradis)[9]
- Edgar Wright⁠(d) (Superpolițiștii)[10]
- Bill Condon (Sweet Charity⁠(d))
- Alex Proyas (The Swimmer⁠(d))
- Frank Oz (Procesul)

## Recepție
Recenziile cărții au lăudat atât stilul de interviu al lui Elder, cât și profunzimea informațiilor incluse în carte. 